# Amalie Raiffeisen

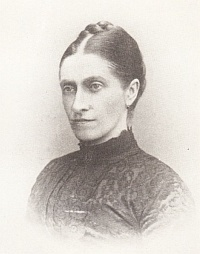
Amalie Raiffeisen

Amalie Justine Caroline Raiffeisen (* 2. August 1846 in Weyerbusch; † 11. Januar 1897 in Heddesdorf) war eine unverzichtbare Hilfe ihres Vaters, des deutschen Sozialreformers Friedrich Wilhelm Raiffeisen. Da dieser zu Beginn der 1860er Jahre nahezu erblindete, unterstützte sie ihn bei der Erledigung des Schriftverkehrs zur Gründung der genossenschaftlichen Bewegung im Deutschen Reich.
Sie wuchs in einer religiösen Familie auf und wurde dem damaligen Rollenbild entsprechend so erzogen, dass sie als Frau sich dem Wunsch des Vaters auch im Erwachsenenalter unterzuordnen hatte. Der verbot ihr zu heiraten, um sie als Stütze weiter bei sich zu haben. Nachdem Friedrich Wilhelm Raiffeisen 1888 gestorben war, arbeitete sie nicht weiter für die Raiffeisenbewegung. Von 1892 bis zu ihrem Tod war sie das letzte Mitglied der Familie, das Anteile am Unternehmen ihres Vaters besaß.

## Leben

### Kindheit und Jugend

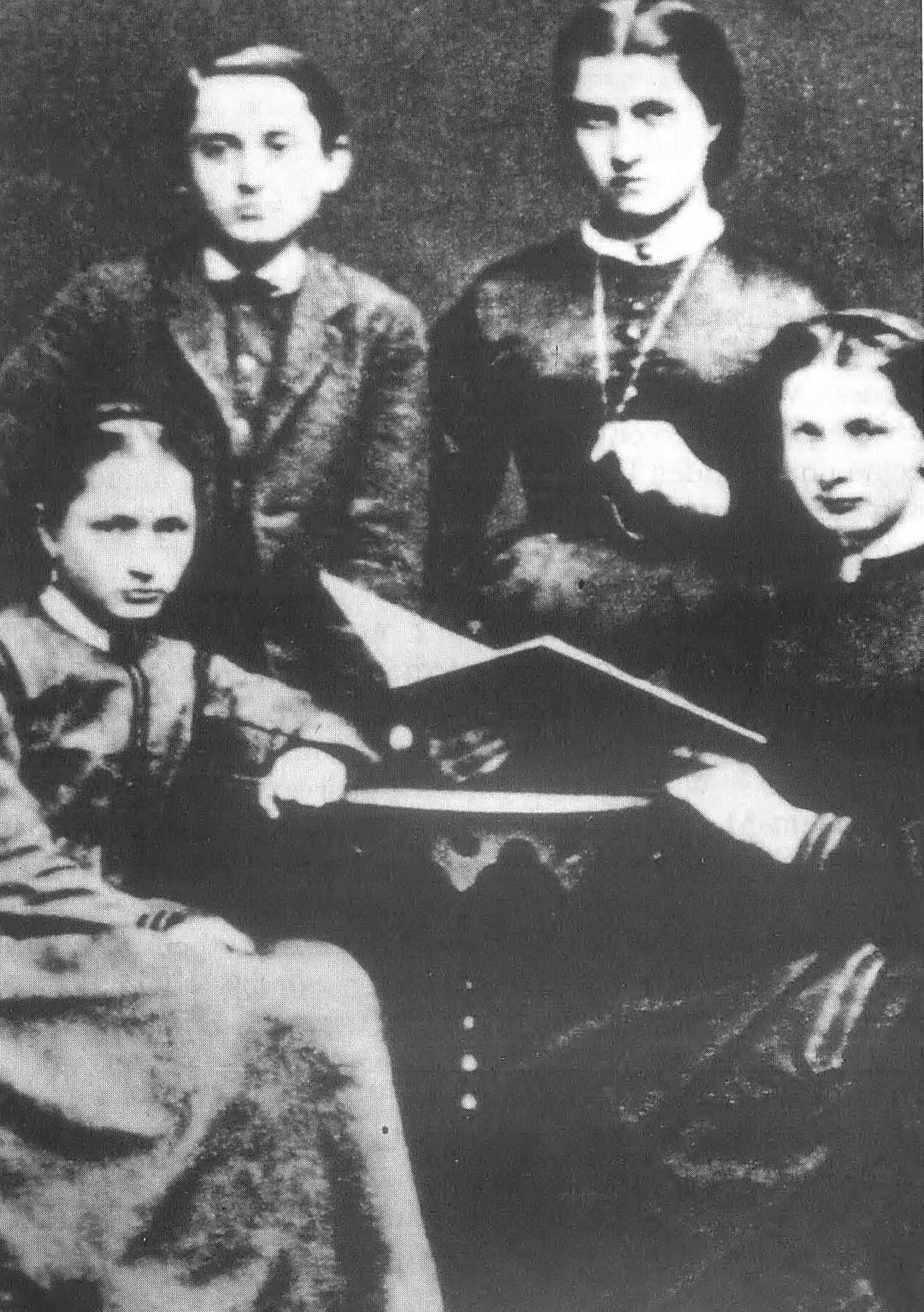
Kinder von Friedrich Wilhelm Raiffeisen: Rudolf, Amalie (hinten rechts stehend), Bertha und Lina

Amalie Raiffeisen wurde am frühen Morgen des 2. August 1846 als erstes von sieben Kindern des damaligen Bürgermeisters von Weyerbusch, Friedrich Wilhelm Raiffeisen, und dessen Frau Emilie geboren. F.W. Raiffeisen war Gott dankbar für die Geburt seiner Tochter. In den ersten Lebensjahren übernahm ihre Mutter alleine die Erziehung der Tochter und der nachfolgenden Kinder. Erst als Amalie und ihre Geschwister etwas älter waren, beteiligte sich ihr beruflich stark beanspruchter Vater ebenfalls daran. Es war den Eltern wichtig, ihre Kinder zu Ordnung und einem planmäßigen Tagesablauf zu erziehen. Amalie musste, sobald sie dazu in der Lage war, abends einen Arbeitsplan für den darauffolgenden Tag aufstellen. Darin musste sie alle Tätigkeiten des Tages festhalten, wobei sie vom Vater festgelegte Zeiten nach Erledigung der sonstigen Tätigkeiten freihalten durfte. War sie für einen oder mehrere Tage nicht zu Hause, musste sie auch für diese Tage Pläne anfertigen. Ihr Vater legte dabei Wert darauf, dass seine Kinder alle eingeplanten Arbeiten erledigten, wobei die Kinder auch Tätigkeiten, die normalerweise nur von Dienstmädchen erledigt wurden, übernehmen mussten.
Gleichzeitig legte Raiffeisen Wert auf eine standesgemäße und solide Ausbildung seiner Töchter. Amalie besuchte nach der Volksschule die Höhere Töchterschule. Auch während des Schulbesuchs dort musste sie weitere Aufgaben und Putzarbeiten der Dienstmädchen miterledigen und auch im Garten, insbesondere beim Anbau von Kartoffeln, mithelfen.
Friedrich Wilhelm Raiffeisen strebte an, seine Lebensführung am Gebot der christlichen Nächstenliebe auszurichten. Seine Kinder, darunter Amalie als Älteste zuerst, mussten sich eine arme Familie in der näheren Umgebung suchen, für deren Unterhalt und Wohlergehen sie dann verantwortlich waren. Um dies zu erreichen, mussten sie bei wohlhabenderen Familien Sachleistungen und Geld sammeln und den von ihnen betreuten Familien persönlich übergeben.
Auch Raiffeisens Familie lebte in einfachen und sparsamen Verhältnissen. Das Bürgermeistergehalt des Vaters war kaum ausreichend für den Unterhalt der großen Familie. Geprägt wurde das Familienleben auch durch Krankheiten beider Elternteile. Ihr Vater war schon 1845 wegen seines Augenleidens aus dem Militär ausgeschieden. Die Sehfähigkeit verschlechterte sich trotz regelmäßiger Kuraufenthalte stetig und führte schließlich zur Blindheit. Ihre Mutter litt unter einer chronischen Herzschwäche. Nach der Geburt ihres letzten Kindes 1859, welches nach kurzer Zeit verstarb, schlossen konsultierte Ärzte eine vollständige Genesung von Emilie Raiffeisen aus. Bis zu ihrem Tod am 27. Juli 1863 blieb sie kränklich und geschwächt. In einem im selben Jahr verfassten Testament befürchtete F.W. Raiffeisen, dass seine Kinder frühzeitig zu Vollwaisen werden könnten, da er sich selbst von einem schweren Typhusanfall noch nicht vollständig erholt hatte.

### Wirken in der Raiffeisenorganisation ihres Vaters
Nach dem Tod der Mutter übernahm Amalie im Alter von 17 Jahren als älteste Tochter deren Aufgaben im Haushalt und bei der Erziehung der jüngeren Geschwister. Die Sehkraft ihres Vaters hatte sich infolge der Typhuserkrankung stark verschlechtert. Am 2. September 1856 schrieb ihm Landrat Friedrich Wilhelm von Runkel, dass ihr Vater sich wohl seine Schreiben von Bürogehilfen und Amalia vorlesen lasse, weil er nicht mehr lesen könne. Da er selbst nicht mehr sehe, was er unterschreibt, versetzte ihn der Landrat zum 21. September 1865 in den Ruhestand. Aufgrund der kurzen Dienstzeit erhielt Raiffeisen nur ein geringes Ruhegehalt, woraus sich für die Familie existenzielle finanzielle Probleme ergaben, zumal es ihm aufgrund der häufigen Kuraufenthalte und seiner Hilfsbereitschaft gegenüber Bedürftigen in Notlagen nicht möglich gewesen war, während seiner Dienstzeit Rücklagen zu bilden. Zur Aufbesserung des Einkommens gründete er eine Zigarrenfabrik, die er aber nach kurzer Zeit wegen mangelnder Rentabilität wieder aufgab, und danach einen Weinhandel. Im täglichen Geschäft war er auf die Hilfe von Amalie angewiesen.
1864 hatte Friedrich Wilhelm Raiffeisen den „Heddesdorfer Darlehensverein“ gegründet. Seine dabei gemachten Erfahrungen in Verbindung mit seinem vorherigen Wirken in Weyerbusch und der Bürgermeisterei Flammersfeld veröffentlichte er 1866 in der ersten Auflage von „Die Darlehnskassen-Vereine als Mittel zur Abhilfe der Noth der ländlichen Bevölkerung sowie auch der städtischen Handwerker und Arbeiter“. Er diktierte und Amalie schrieb das 227 Seiten starke Buch.
Nachdem ihr Vater nach dem Druck des Buches wieder zu einem Kuraufenthalt musste, war Amalie sowohl für den Haushalt als auch den Weinhandel weitestgehend alleine verantwortlich. In einem Brief schrieb Raiffeisen 1867 an seine Kinder, wie sehr es ihn belaste, selbst so wenig zum Einkommen beizutragen. Er bat sie, im Falle seines Todes alle Schulden zurückzuzahlen. Amalie kümmerte sich, solange sie alleine verantwortlich im Haushalt war, weiter um die Verwirklichung der Genossenschaftsidee. Ihr Biograf Walter Koch nimmt an, dass sie in ihrem jungen Alter damit oft überfordert war und dies ein Grund für F.W. Raiffeisens Heirat mit der Witwe Maria Penserot im Jahr 1868 war.
Die zweite Auflage von Raiffeisens Buch erschien 1872 mit einem Umfang von 352 Seiten. Auch die komplette Neubearbeitung wurde von Amalie nach Diktat ihres Vaters geschrieben. In der ersten Raiffeisen-Biografie, die der zeitweilige Angestellte Martin Faßbender verfasst hatte, wird der Tagesablauf zu dieser Zeit so beschrieben, dass früh aufgestanden wurde und als erstes in einer gemeinsamen Hausandacht die Tageslosung der Herrnhuter Brüdergemeine ausgegeben wurde. Nach einem kärglichen Frühstück und einem kurzen Spaziergang erledigte Friedrich Wilhelm mit Amalie die Korrespondenz und widmete sich der Neubearbeitung seines Buchs. Wegen der eher im Verborgenen stattfindenden täglichen Schreibarbeit wurde Amalie von ihrem Vater zu der Zeit als „Geheimsekretär“ bezeichnet. Zu ihrer Entlastung und als potentiellen Nachfolger ließ er seinen Sohn Rudolf zum Kaufmann ausbilden. Somit war ein geringeres Arbeitspensum für Amalie absehbar, obwohl ihre Schwester Carolina 1872 heiratete und den Haushalt verließ.
Rudolf wurde allerdings zum 1. Oktober 1876 als Einjährig-Freiwilliger zum Militärdienst einberufen. Die Kosten für seinen Aufenthalt in der Kaserne belasteten die Familie. Raiffeisen sah sich gezwungen, für seinen Weinhandel einen Geschäftsführer einzustellen. Ein Verkauf des Handels scheiterte an zu geringen Geboten. Aus bisher nicht erforschten Gründen hatte Rudolf während seiner Militärzeit seinen Ruf ruiniert und konnte danach nicht nach Hause zurückkehren. Einem Ratschlag von Amalie folgend wanderte er Ende 1877 aus. Eine Arbeitsentlastung für Amalie war daher vorerst nicht absehbar.
Amalie pflegte Brieffreundschaften bis nach England. In einem erhaltenen Brief aus dem Jahr 1877 schreibt sie von ihrer Kinderliebe und dem Wunsch nach eigenen. Am 15. Mai 1878 heiratete ihre Schwester Bertha und verließ das elterliche Haus. Amalie blieb mit ihrem Vater allein zurück.
1880 plante Friedrich Wilhelm Raiffeisen, eine neue Firma zu gründen, in die er sein gesamtes Vermögen einbringen wollte. Es kam zu einem Familienstreit, als er dazu von seinen Kindern verlangte, auf das mütterliche Erbteil zu verzichten. Bis Oktober 1881 überzeugt er seine drei Töchter, darunter Amalie als Erste, von seinem Vorhaben. Rudolf und Bertha hatten zwischenzeitlich jeden Kontakt zu ihm abgebrochen, was Rudolf auch in der Folgezeit beibehielt. Das Problem, wer die Nachfolge in der Familie antreten sollte, wurde dadurch wieder drängender. 1880 wurde Martin Faßbender, der später die erste Biografie Raiffeisens schrieb, angestellt, auch um die geistige Nachfolge von Friedrich Wilhelm Raiffeisen anzutreten. Faßbender kündigte nach zwei Jahren, weil er keine Möglichkeit sah, eigene Ideen zu verwirklichen. Obwohl es eine nach außen einvernehmliche Trennung war, hat Faßbender später heftig gegen Raiffeisen agitiert.
Für Amalie war dies eine einschneidende Änderung im Leben. Faßbender schrieb später über die Familie, dass der Vater seine Tochter zwar innig liebe, es ihm aber nicht möglich war, sie als Wesen mit eigenen Wünschen und Bedürfnissen wahrzunehmen, so dass er dadurch ihr Lebensglück sehr beeinträchtigen würde. Faßbender hatte im Haus der Familie Raiffeisen gewohnt und es ist davon auszugehen, dass er sich in Amalie verliebt hatte und sie heiraten wollte. Zu der Zeit gab es schon heftige Differenzen zwischen Raiffeisen und Faßbender über die weitere Entwicklung des Genossenschaftswesens und der Vater verbot seiner Tochter eine Hochzeit mit Faßbender. Als dieser ging, hatte Raiffeisen ernste Sorgen, Amalie zu verlieren, und es wurde ihm bewusst, wie sehr er von ihr – er nannte sie sein „Augenlicht“ – abhängig war.
Ein weiterer Grund für das Eheverbot könnte darin gesehen werden, dass Raiffeisen für seine Genossenschaftsvereine plante, sie in einen Brüderorden umzuwandeln, der aus reiner Nächstenliebe handeln sollte. Die Familie lebte nach der Losung der Herrnhuter Brüdergemeine und F.W. Raiffeisen kannte überkonfessionelle christliche Gemeinschaften. Auch katholische Pfarrer wie der Schweizer Johann Traber waren schon früh an der Verbreitung des genossenschaftlichen Gedankens zur Behebung der ländlichen Armut beteiligt. Er selbst kam als Ordensoberer nicht in Frage, da er schon zweimal verheiratet war und in seiner Grundkonzeption die Ehelosigkeit für die Ordensangehörigen vorsah. Walter Koch geht davon aus, dass er in Faßbender den zukünftigen Ordensoberen, gemeinsam mit Amalie als oberster Ordensschwester, sah.
Die von Amalie zu erledigende Korrespondenz nahm zu. 1881 war es ihr nicht möglich, wie in den Vorjahren ihre Verwandtschaft zu besuchen. In einem Brief an ihre Schwester Caroline beschwert sie sich im November 1881 darüber, dass ihr die Arbeit immer schwerer falle, sie dauerhaft übermüdet sei und ihr Vater ihr alles verbiete. Die gleichzeitigen Streitereien ihres Vaters mit ihren Geschwistern, der Weggang von Faßbender und die Mehrarbeit durch die neu zu bearbeitende 4. Auflage von Raiffeisens Buch überforderten sie derart, dass sie eine Aussprache mit ihrem Vater suchte. Da dieser ihre Bedürfnisse nicht verstand, resignierte sie völlig. Obwohl es ihr schwer fiel, fügte sie sich ihrem vom Vater dominierten Schicksal, ohne noch einmal dagegen anzukämpfen oder gar das Elternhaus zu verlassen.

### Letzte Jahre und früher Tod

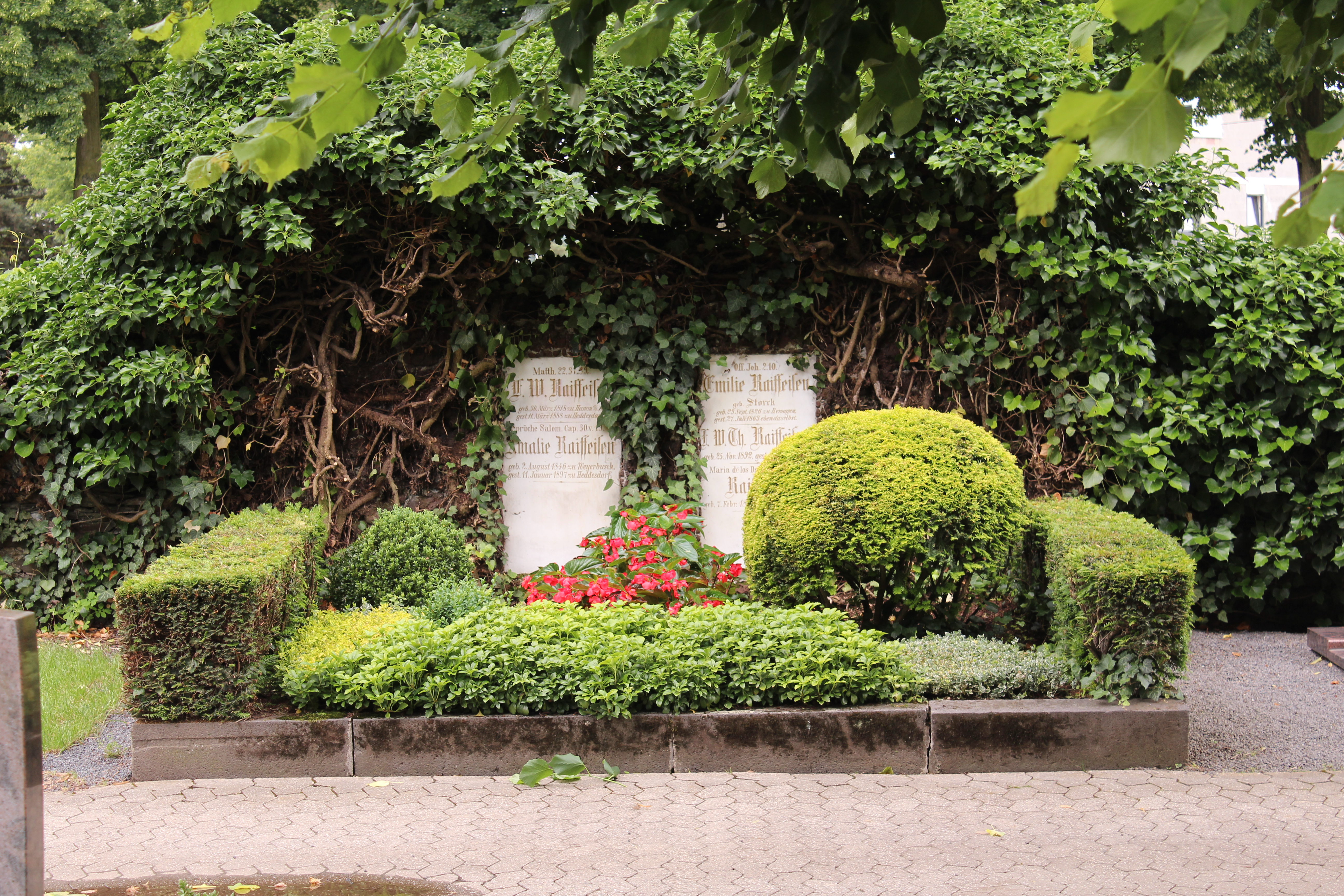
Grab der Familie Raiffeisen auf dem Friedhof Sohler Weg in Neuwied-Heddesdorf

Ende 1887 kehrte ihr Bruder Rudolf aus Spanien kommend wieder in sein Geburtshaus zurück und erklärte, dass er fest entschlossen sei, das väterliche Werk fortzusetzen und gemeinsam daran zu arbeiten. Friedrich Wilhelm ging mit neuem Elan an die weitere Arbeit und mutete sich wohl zu viel zu. Plötzlich und unerwartet verstarb er am 11. März 1888. Von seinem Privatbesitz erbte Amalie 7/24 des Erbes und als Vorausvermächtnis für ihre zwanzig Jahre lang geleisteten Dienste das gesamte bewegliche Inventar des Hauses sowie zwei Lebensversicherungen im Wert von jeweils 1000 Talern. Nach dem Tod ihres Vaters sortierte sie dessen Korrespondenz, soweit sie sich in ihrem Besitz befand. Einen kleinen Teil davon stellte sie Martin Faßbender zur Verfügung, während sie den größten Teil verbrannte.
Ob sie nach dem Tod des Vaters weiter als Sekretärin und Schreibkraft arbeitete, ist nicht bekannt. Sie blieb allerdings bis an ihr Lebensende Teilhaberin der letzten väterlichen Firma „Raiffeisen & Cons“ und versuchte ihren Bruder zu unterstützen. Dabei musste sie miterleben, wie dieser aus persönlichen und wirtschaftlichen Machtinteressen aus seinem Amt gedrängt wurde. Aufgrund ihrer Erziehung und Lebensgeschichte wehrte sie sich als Mitgesellschafterin nicht dagegen, dass ihr Bruder zum 28. November 1892 aus der Firma verdrängt wurde.
Amalie lebte bis zu ihrem Tod, am 11. Januar 1897, in Heddesdorf. Als Todesursache steht im Sterberegister der Gemeinde Brustwassersucht. Mit ihrem Tod schied der letzte Angehörige der Familie Raiffeisen aus der Genossenschaftsorganisation aus. Sie wurde auf dem Heddesdorfer Friedhof im selben Grab wie ihr Vater beerdigt.

## Ehrungen und Erinnerung
Amalie Raiffeisen hatte das Preußische Verdienstkreuz für Frauen und Jungfrauen erhalten.
F.W. Raiffeisen beschrieb sie 1884 in einem Brief, als seine „kräftige, liebevolle Stütze, als seine Beraterin bei Sorgen und Mühen aller Art und als sein Trost in trüben Zeiten., deren Leben sein Herz mit Dank gegenüber Gott und auch ihr gegenüber erfülle“.
Über das Leben von Amalie Raiffeisen gab es, abgesehen von einer kurzen biografischen Notiz im Raiffeisen-Genossenschaftskalender von 1950, keinerlei umfassende Forschungen, obwohl ihr Stellenwert für die erfolgreiche Umsetzung des Genossenschaftsgedankens in sämtlichen Biografien zu ihrem Vater ausdrücklich hervorgehoben wurde. Umfangreicher wurde erstmals 1995 von Walter Koch zu ihr in dessen Selbstverlag publiziert. Der Text wurde im selben Jahr, gekürzt um einige Zitate und Dokumente, vom Frauenbüro Neuwied in einer Biografiensammlung herausgegeben. Koch nannte F. W. Raiffeisen abhängig von Amalie, welche dessen Wünsche zwar erfühlte, dadurch aber große seelische Qualen hatte. Insbesondere der Eheverzicht sei ihr sehr schwer gefallen.
Werner Abresch nannte Amalie 1968 in seinem Buch F. W. Raiffeisen, Zukunft gewinnen, Ein großes Leben in Bildern und Dokumenten das zweite Ich ihres Vaters. Sie habe sich mit seinem Lebenswerk identifiziert und sei ihm Beraterin und Vertraute gewesen. „Ihr selbst habe das manches Opfer abverlangt, welches sie aber gerne zu geben bereit gewesen sei“.
Michael Klein schrieb, dass Amalies Lebensglück von ihrem Vater für die Bewegung geopfert wurde.
Im Gebäude der Volkshochschule Neuwied gibt es den Amalie-Raiffeisen-Saal.
Der Westerwälder Heimatforscher Hans-Georg Holzhauer ließ 2013 ein gemeinsames Porträt von Amalie mit ihrem Vater anfertigen. Angesichts der seiner Meinung nach zu geringen Würdigung ihres Lebens überreichte er im selben Jahr an den damaligen Bundestagspräsident Norbert Lammert eine Petition, dieses Doppelporträt als Motiv für eine Briefmarke zum 200. Geburtstag und 120. Todestag von Friedrich Wilhelm Raiffeisen im Jahr 2018 zu nehmen. Der Vorschlag wurde nicht umgesetzt.